# Vie indigne d'être vécue

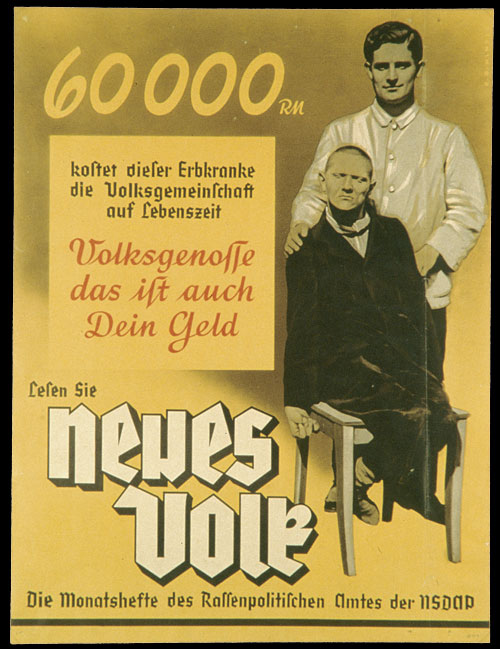
Affiche de propagande nazie de Neues Volk (1938) prônant l'euthanasie des handicapés, avec cette légende : La vie de cette personne atteinte d'une maladie héréditaire coûte 60 000 Reichsmarks à la communauté nationale. Camarade, c'est aussi ton argent.

L'expression « vie indigne d'être vécue » (en allemand : Lebensunwertes Leben) était une désignation nazie pour les segments de la population qui, selon le régime nazi, n'avaient pas le droit de vivre. Ces personnes ont été ciblées pour être « euthanasiées » (en réalité assassinées) par l'État, généralement par la contrainte ou la duperie de leurs gardiens. Le terme incluait les personnes ayant de graves problèmes de santé et celles considérées comme nettement inférieures selon la politique raciale de l'Allemagne nazie. Ce concept a formé une composante importante de l'idéologie du nazisme et a finalement contribué à conduire à l'extermination des Juifs d'Europe. Il est similaire mais plus restrictif que le concept de « Untermensch », les sous-humains, car tous les « sous-humains » n'étaient pas considérés comme indignes de la vie (les Slaves, par exemple, étaient jugés utiles pour le travail des esclaves).
Le programme d'« euthanasie » a été officiellement adopté en 1939 et été mis en place par décision personnelle d'Adolf Hitler. Il a pris de l'ampleur et de la portée depuis l'Aktion T4 se terminant officiellement en 1941 lorsque les protestations publiques ont arrêté le programme, par le biais de l'Aktion 14f13 contre les détenus des camps de concentration. L'euthanasie de certains groupes culturels et religieux et de ceux qui ont des handicaps physiques et mentaux s'est poursuivie plus discrètement jusqu'à la fin de la Seconde Guerre mondiale. Les méthodes utilisées initialement dans les hôpitaux allemands telles que les injections mortelles et l'empoisonnement au gaz en bouteille ont été élargies pour former la base de la création de camps d'extermination où les chambres à gaz ont été construites à partir de zéro pour mener l'extermination des Juifs, des Roms, des communistes, des anarchistes et dissidents politiques.

## Histoire
L'expression est apparue pour la première fois sous forme imprimée via le titre d'un livre de 1920 intitulé : Die Freigabe der Vernichtung Lebensunwerten Lebens (litt. « L'autorisation de la destruction de la vie indigne d'être vécue ») par deux professeurs, le juriste Karl Binding (retraité de l'Université de Leipzig) et le psychiatre Alfred Hoche de l'Université de Fribourg. Selon Hoche, certaines personnes vivantes qui avaient des lésions cérébrales, des déficiences intellectuelles, des autistes (bien que non reconnues comme telles à l'époque) et des malades psychiatriques étaient « mentalement mortes », des « lest humain » et des « coquilles vides d'êtres humains ». Hoche pensait que tuer de telles personnes était utile. Certaines personnes étaient simplement considérées comme éliminables. Plus tard, cette politique meurtrière a été étendue à des personnes considérées comme « racialement impures » ou « racialement inférieures » selon la pensée nazie.

## Développement du concept
Selon le psychiatre Robert Jay Lifton, auteur de Medical Killing and the Psychology of Genocide, cette politique a subi un certain nombre d'itérations et de modifications :

« Des cinq étapes identifiables par lesquelles les nazis ont appliqué le principe de « la vie indigne d'être vécue », la stérilisation coercitive était la première. Il s'est ensuivi le meurtre d'enfants « handicapés » dans les hôpitaux ; et ensuite le meurtre d'adultes « déficients », recueillis pour la plupart dans les hôpitaux psychiatriques, dans des centres spécialement équipés de monoxyde de carbone. Ce projet a été étendu (dans les mêmes centres d'extermination) aux détenus « affaiblis » des camps de concentration et d'extermination et, enfin, aux massacres dans les camps d'extermination eux-mêmes. »